# Mistrzostwa Europy w Kolarstwie Szosowym 2022
Mistrzostwa Europy w Kolarstwie Szosowym 2022 – zawody mające wyłonić najlepszych kolarzy szosowych Europy w sezonie 2022.
Impreza składała się z dwóch części: rywalizacji juniorów i zawodników w kategorii wiekowej do lat 23, która odbywała się w lipcu 2022 w portugalskiej Anadii oraz zmagań elity w sierpniu 2022 w niemieckim Monachium, odbywających się w ramach Mistrzostw Europejskich 2022.

## Medaliści

### Mężczyźni

#### Elita
| Konkurencja                              | Złoto            | Srebro        | Brąz          | Źródło |
| ---------------------------------------- | ---------------- | ------------- | ------------- | ------ |
| jazda indywidualna na czas (17 sierpnia) | Stefan Bissegger | Stefan Küng   | Filippo Ganna | [ 3 ]  |
| wyścig ze startu wspólnego (14 sierpnia) | Fabio Jakobsen   | Arnaud Démare | Tim Merlier   | [ 4 ]  |

#### U23
| Konkurencja                           | Złoto            | Srebro          | Brąz             | Źródło |
| ------------------------------------- | ---------------- | --------------- | ---------------- | ------ |
| jazda indywidualna na czas (7 lipca)  | Alec Segaert     | Fran Miholjević | Eddy Le Huitouze | [ 5 ]  |
| wyścig ze startu wspólnego (10 lipca) | Felix Engelhardt | Mathias Vacek   | Davide De Pretto | [ 6 ]  |

#### Juniorzy
| Konkurencja                          | Złoto              | Srebro           | Brąz        | Źródło |
| ------------------------------------ | ------------------ | ---------------- | ----------- | ------ |
| jazda indywidualna na czas (7 lipca) | Mathieu Kockelmann | Jens Verbrugghe  | Emil Herzog | [ 7 ]  |
| wyścig ze startu wspólnego (9 lipca) | Jan Christen       | Jørgen Nordhagen | Léo Bisiaux | [ 8 ]  |

### Kobiety

#### Elita
| Konkurencja                              | Złoto          | Srebro         | Brąz             | Źródło |
| ---------------------------------------- | -------------- | -------------- | ---------------- | ------ |
| jazda indywidualna na czas (17 sierpnia) | Marlen Reusser | Ellen van Dijk | Riejanne Markus  | [ 9 ]  |
| wyścig ze startu wspólnego (21 sierpnia) | Lorena Wiebes  | Elisa Balsamo  | Rachele Barbieri | [ 10 ] |

#### U23
| Konkurencja                           | Złoto              | Srebro            | Brąz          | Źródło |
| ------------------------------------- | ------------------ | ----------------- | ------------- | ------ |
| jazda indywidualna na czas (7 lipca)  | Shirin van Anrooij | Vittoria Guazzini | Marie Le Net  | [ 11 ] |
| wyścig ze startu wspólnego (10 lipca) | Shirin van Anrooij | Vittoria Guazzini | Fem van Empel | [ 12 ] |

#### Juniorki
| Konkurencja                          | Złoto           | Srebro            | Brąz                | Źródło |
| ------------------------------------ | --------------- | ----------------- | ------------------- | ------ |
| jazda indywidualna na czas (7 lipca) | Justyna Czapla  | Eglantine Rayer   | Febe Jooris         | [ 13 ] |
| wyścig ze startu wspólnego (9 lipca) | Eglantine Rayer | Eleonora Ciabocco | Federica Venturelli | [ 14 ] |

### Konkurencje mieszane

#### U23
| Wyścig                            | Złoto                                                                                   | Srebro                                                                      | Brąz                                                                  | Źródło |
| --------------------------------- | --------------------------------------------------------------------------------------- | --------------------------------------------------------------------------- | --------------------------------------------------------------------- | ------ |
| jazda drużynowa na czas (8 lipca) | Niemcy Maurice Ballerstedt · Tobias Buck-Gramcko · Ricarda Bauernfeind · Linda Riedmann | Szwajcaria Arnaud Tendon · Fabio Christen · Annika Liehner · Jasmin Liechti | Holandia Tim Marsman · Lars Boven · Mischa Bredewold · Femke Gerritse | [ 15 ] |

#### Juniorzy
| Wyścig                            | Złoto                                                                         | Srebro                                                            | Brąz                                                                        | Źródło |
| --------------------------------- | ----------------------------------------------------------------------------- | ----------------------------------------------------------------- | --------------------------------------------------------------------------- | ------ |
| jazda drużynowa na czas (8 lipca) | Włochy Alessandro Cattani · Nicolas Milesi · Valentina Zanzi · Alice Toniolli | Niemcy Fabian Wünstel · Louis Leidert · Jette Simon · Hannah Kunz | Estonia Lauri Tamm · Oliver Rüster · Elisabeth Ebras · Laura Lizette Sander | [ 16 ] |

## Klasyfikacja medalowa
*   Gospodarz ( Niemcy)
| Miejsce | Reprezentacja | Złoto | Srebro | Brąz | Razem |
| ------- | ------------- | ----- | ------ | ---- | ----- |
| 1       | Holandia      | 4     | 1      | 3    | 8     |
| 2       | Szwajcaria    | 3     | 2      | 0    | 5     |
| 3       | Niemcy*       | 3     | 1      | 1    | 5     |
| 4       | Włochy        | 1     | 4      | 4    | 9     |
| 5       | Francja       | 1     | 2      | 3    | 6     |
| 6       | Belgia        | 1     | 1      | 2    | 4     |
| 7       | Luksemburg    | 1     | 0      | 0    | 1     |
| 8       | Norwegia      | 0     | 1      | 0    | 1     |
| 8       | Czechy        | 0     | 1      | 0    | 1     |
| 8       | Chorwacja     | 0     | 1      | 0    | 1     |
| 11      | Estonia       | 0     | 0      | 1    | 1     |
| Razem   | Razem         | 14    | 14     | 14   | 42    |